# Gare d'Ussac
La gare d'Ussac est une ancienne gare ferroviaire française de la Ligne des Aubrais - Orléans à Montauban-Ville-Bourbon, mise en service en 1893, située sur le territoire de la commune d'Ussac, dans le département de la Corrèze en région Nouvelle-Aquitaine.

## Situation ferroviaire
Établie à 110 mètres d'altitude, la gare de Donzenac est située au point kilométrique (PK) 492,870 de la ligne des Aubrais - Orléans à Montauban-Ville-Bourbon, entre les gare fermée de Donzenac et la gare ouverte de Brive-la-Gaillarde.

## Historique
La gare d'Ussac est mise en service le 1er juillet 1893 par la compagnie du chemin de fer de Paris à Orléans, à l'ouverture de la section entre Limoges-Bénédictins et Brive via Uzerche.
Le 8 août 1944, un train de matériel de guerre comprenant, entre autres, 16 canons Hotchkiss de 25 mm avec une grande quantité d'obus et 2 cuisines roulantes est enlevé en gare de Brive-la-Gaillarde, et vidé, par la résistance en gare d'Ussac.
Elle est fermée au trafic au cours du XXe siècle, car jugée trop proche de Brive.

## Patrimoine ferroviaire
L'ancien bâtiment voyageur a été transformé en logement.